# Южный Алханай
Южный Алхана́й  — село в Дульдургинском районе Агинского Бурятского округа Забайкальского края. Входит в сельское поселение Алханай.

## География
Расположено в 11 км к северо-западу от районного центра — села Дульдурга, к юго-востоку от села Алханай, у национального парка «Алханай». 

## Население
| 2021 |
| ---- |
| 0    |

## История
Решение образовать новый населённый пункт путём выделения из села Алханай было принято Законом Забайкальского края от 5 мая 2014 года. Распоряжением Правительства Российской Федерации от 1 марта 2016 года N 350-р селу было присвоено соответствующее наименование и на федеральном уровне.